# Sunggutan
Sunggutan is een bestuurslaag in het regentschap Ogan Komering Ilir van de provincie Zuid-Sumatra, Indonesië. Sunggutan telt 1768 inwoners (volkstelling 2010).